# Protestos no Iraque em 2011

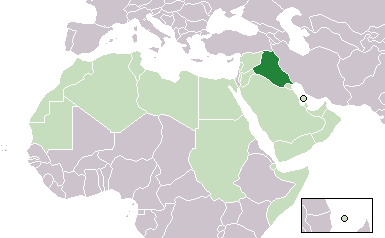
Localização do Iraque no contexto dos países árabes

Os Protestos no Iraque em 2011 são protestos que ocorreram em várias cidades do Iraque, e também são protestos que são considerados como partes restantes da Guerra do Iraque.Os protestos eram contra a corrupção, a falta de serviços básicos, a incompetência e o desemprego.
Um desses protestos ocorreu no dia 17 de fevereiro de 2011, na cidade de Suleimaniya, no Curdistão, onde tentaram entrar a força na sede do Partido Democrático do Curdistão. Nessa manifestação, duas pessoas morreram e 40 ficaram feridas. O jornalista Muntazer al-Zaidi, famoso pela sua 'sapatada' em Bush, foi detido no dia 25 de fevereiro por convocar protesto no Iraque. Na internet, os manifestantes organizam o "dia da fúria" para o dia 25 de fevereiro de 2011. No "dia da fúria", 14 manifestantes foram mortos a tiros e 125, incluindo policiais e soldados, ficaram feridos durante o confronto.
Também houve protestos em Bagdá e em outras cidades do sul do Iraque.Em Baçorá, as forças de segurança usaram canhões de água e cassetetes para dispersar a multidão.